# Гляйршер, Давид
Давид Гляйршер (нем. David Gleirscher; род. 23 июля 1994) — австрийский саночник, олимпийский чемпион, чемпион мира 2021 года в эстафете, трёхкратный призёр чемпионатов мира, чемпион Европы 2020 года в эстафете.

## Биография
Давид — сын Герхарда Гляйршера, участника Олимпиад 1992, 1994 и 1998 годов. В жизни является офицером полиции. Его хобби являются путешествия, лыжи и футбол.

## Карьера
На юношеских Олимпийских играх 2012 в Инсбруке занял 17 место. Давид выступал за Австрию на кубке мира 2015/2016 и финишировал десятым.
Перед Олимпиадой в Пхёнчхане не рассматривался как главный австрийский саночник и был в тени своего соотечественника Вольфганга Киндля, однако уже в первом заезде сумел побить рекорд трассы, а после серьёзной ошибки в четвёртом заезде немца Феликса Лоха завоевал золото Игр.
На чемпионате мира 2025 года в Канаде, Давид в новой дисциплине — одиночный микст в паре с Мадлен Эгле завоевал бронзовую медаль.